# Vasile Marin

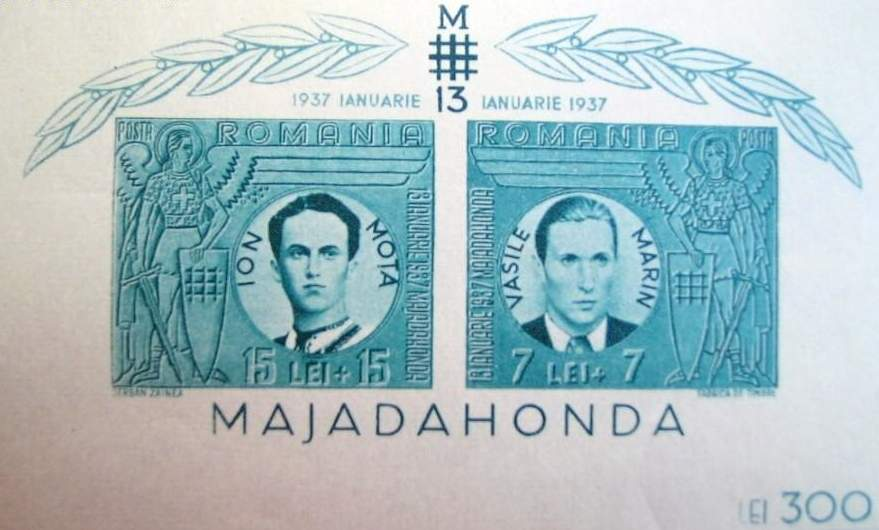
Rumuński znaczek pocztowy z 1941 r. z wizerunkiem Vasile Marina

Vasile Marin (ur. 16 lub 29 stycznia 1904 w Bukareszcie, zm. 13 stycznia 1937 w Majadahonda w Hiszpanii) – rumuński nacjonalistyczny działacz polityczny.
W 1932 r. ukończył studia prawnicze na uniwersytecie w Bukareszcie. W tym samym roku wstąpił do Narodowej Partii Chłopskiej. Pracował w administracji rządowej. W grudniu 1933 r. przeszedł do nacjonalistycznego Legionu Michała Archanioła i Żelaznej Gwardii, utworzonych przez Corneliu Zelea Codreanu. Stanął na czele oddziału bukaresztańskiego. Pod koniec 1936 wraz z kilkoma innymi działaczami przyjechał do ogarniętej wojną domową Hiszpanii, wstępując do wojsk nacjonalistycznych gen. Francisco Franco. 13 stycznia 1937 r., w pierwszy dzień walki, zginął pod Majadahonda na froncie madryckim. 13 lutego tego roku miał miejsce w Bukareszcie wspólny uroczysty pogrzeb Vasile Marina i Iona I. Moțy, w którym uczestniczyli ministrowie z III Rzeszy i Włoch oraz frankistowska delegacja z Hiszpanii, przedstawiciele Portugalii, Japonii i Polski. 13 stycznia 1938 r. na cześć V. Marina i Iona I. Moțy C.Z. Codreanu utworzył specjalny elitarny Moța-Marin Korpus pod dowództwem Alexandru Cantacuzino. 13 września 1970 r. w Majadahonda z inicjatywy gen. F. Franco został wybudowany pomnik, na którym widnieje m.in. nazwisko Vasile Marina.